# Балло, Джулиус
Джулиус Балло (англ. Julius Ballo; род. 20 апреля 2003, Сан-Диего, Калифорния) — американский боксёр-профессионал полулёгкого веса. Чемпион США (2021, 2022) и победитель турнира «Золотые перчатки» (2024) среди любителей.

## Любительская карьера
Занимался в зале «Bombersquad Boxing Academy». Тренеры — Берлин Керни и Ясир Балло.
В апреле 2021 года (в турнире за 2020 год) стал чемпионом США среди юношей в полулёгком весе (до 56 кг).
В декабре 2021 года стал победителем Панамериканских игр среди юниоров в полулёгком весе (до 57 кг).

### Чемпионат США[англ.]2021
Выступал в полулёгком весе (до 57 кг). В 1/8 финала победил Заро Снайдера. В четвертьфинале победил Марио Кастельяно. В полуфинале победил Тавоскию Арнольда. В финале победил Кейта Колона Родригеса.

### Чемпионат США 2022
Выступал в полулёгком весе (до 57 кг). В четвертьфинале победил Филлипа Велью. В полуфинале победил Роберто Рауля Риверу Гомеса. В финале победил Стивена Наварро.

### Золотые перчатки2024
Выступал в полулёгком весе (до 57 кг). В 1/16 финала победил Марио Авилу. В 1/8 финала победил Джермейна Каррильо. В четвертьфинале победил Майкла Алгиери. В полуфинале победил Хосе Меджиа Гарибо. В финале победил Кейта Колона Родригеса.

## Профессиональная карьера
В январе 2025 года подписал контракт с промоутерскими компаниями «Overtime Boxing» и Top Rank.
Дебютировал на профессиональном ринге 26 июля 2025 года. Победил по очкам 19-летнего Брэндона Аялу.

## Статистика боёв
В таблице перечислены результаты всех поединков боксёров.
В каждой строке указан результат поединка. Дополнительно номер поединка обозначен цветом, который обозначает итог поединка. Расшифровка обозначений и цветов представлена в нижеследующей таблице.
| Пример | Расшифровка                     |
| ------ | ------------------------------- |
|        | Победа                          |
|        | Ничья                           |
|        | Поражение                       |
|        | Планируемый поединок            |
|        | Поединок признан несостоявшимся |
| КО     | Нокаут                          |
| ТКО    | Технический нокаут              |
| PTS    | Решение судей (по очкам)        |
| UD     | Единогласное решение судей      |
| MD     | Решение большинства судей       |
| SD     | Раздельное решение судей        |
| RTD    | Отказ от продолжения боя        |
| DQ     | Дисквалификация                 |
| NC     | Поединок признан несостоявшимся |

| Бой | Дата         | Соперник            | Место проведения                                   | Результат | Примечание         |
| --- | ------------ | ------------------- | -------------------------------------------------- | --------- | ------------------ |
| 1   | 26 июля 2025 | Брандан Айяла (2-0) | Мэдисон-сквер-гарден, Нью-Йорк, штат Нью-Йорк, США | UD4 (4)   | Счёт: 40-36 (все). |
| Бой | Дата         | Соперник            | Место проведения                                   | Результат | Примечание         |

## Титулы и достижения

### Любительские
- 2020  Чемпион США среди юношей в полулёгком весе (до 56 кг).
- 2021  Победитель Панамериканских игр среди юниоров в полулёгком весе (до 57 кг).
- 2021  Чемпион США в полулёгком весе (до 57 кг).
- 2022  Чемпион США в полулёгком весе (до 57 кг).
- 2024  Победитель турнира «Золотые перчатки» в полулёгком весе (до 57 кг).